# Буккальная полость
Буккальная полость (лат. bucca — «щека») — начальный отдел пищеварительной системы, включающий, как правило, разнообразные приспособления для захвата и первичной обработки пищи. Данный термин используется в русской зоологии применительно к инфузориям, моллюскам и ракообразным.

## Общие сведения
У сложно организованных инфузорий буккальной полостью называется преоральная камера, которая, в отличие от вестибулума, содержит не простые реснички, а сложные ресничные органеллы и мембранеллы, образующие ротовой аппарат. У моллюсков в буккальной полости располагается радулярный аппарат, в состав которого входят собственно радула, одонтофор и обслуживающие их мышцы. У ракообразных буккальная полость располагается на брюшной стороне тела; у высших раков эта полость спереди ограничена эпистомом, а по сторонам — свободными краями панциря.

## Особенности применения термина в разных языках
В русском языке термин «буккальная полость» является узкоспециализированным, и его не следует путать с термином «ротовая полость». В ряде иных языков, напротив, такое разделение не осуществляется — англ. buccal cavity, к примеру, переводится именно как «ротовая полость», употребляясь как синоним термина англ. oral cavity.
В других случаях прилагательное «буккальный» употребляется в значении «щечный» — буккальный эпителий, буккальная анестезия и т. д.